# Topless

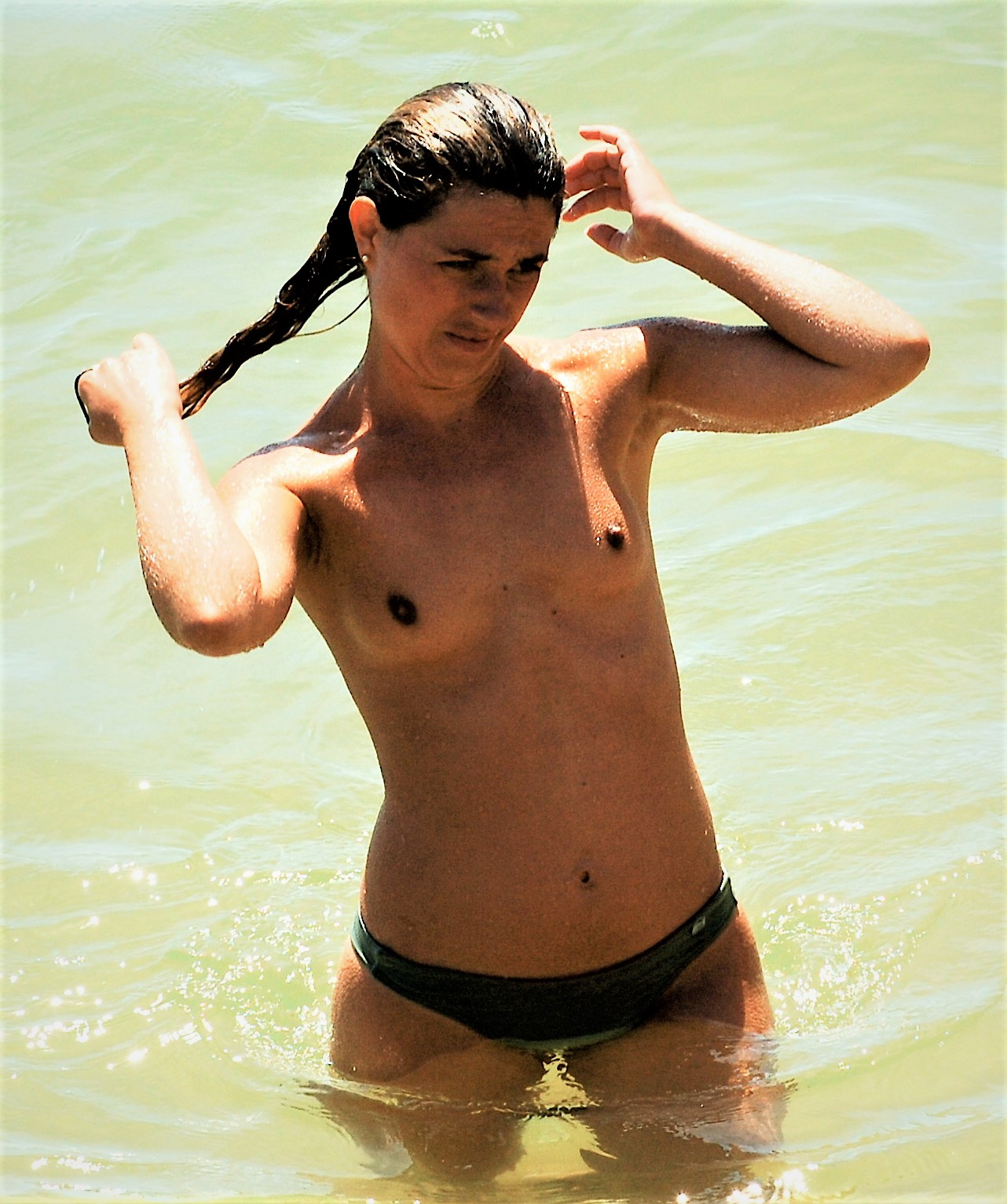
Una donna in costume da bagno topless

Topless (in inglese senza parte superiore) è, nell'accezione italiana, la pratica di scoprire il seno per permettere l'abbronzatura uniforme del busto. Più comunemente, con topless si intende un particolare costume da bagno femminile privo della parte superiore.
Nella civiltà occidentale, la pratica di mostrare il seno in pubblico resta generalmente un tabù per via delle implicazioni storiche, culturali e sociali che essa comporta, tabù invece assente in molte popolazioni non occidentali, nelle quali le donne usano mostrarsi in pubblico a seno scoperto.

## Questioni culturali e legali nella civiltà occidentale
Nelle società occidentali, se da una parte è consentito senza scandali alle donne di mostrarsi in décolleté (soprattutto in costume da bagno), dall'altra la copertura del seno fa parte del comune senso del pudore, cosicché anche a livello giuridico, a seconda delle legislazioni vigenti nei vari paesi, il topless può rientrare tra gli atti osceni in luogo pubblico. 
In Italia, dopo una lunga e animata discussione circa la moralità di tale comportamento, anche fortemente rivendicato in partecipate manifestazioni femministe degli anni sessanta, settanta e ottanta, la questione del topless è stata conclusa dalla III sezione penale Corte di Cassazione che, con sentenza numero 3557 del 2000, ha sancito la liceità del topless in spiaggia, in quanto «ormai da vari lustri è comunemente accettato ed entrato nel costume sociale».

## Aree consentite al topless

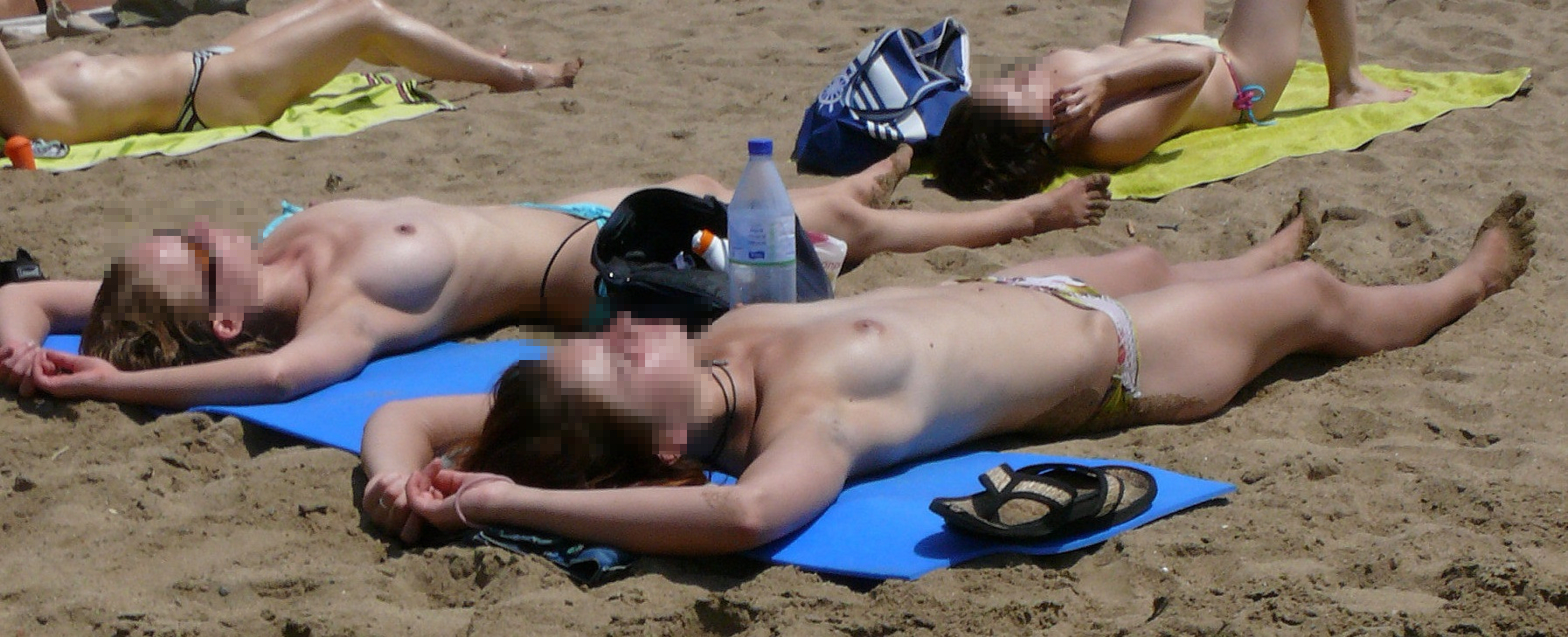
Ragazze in spiaggia in topless

Il topless viene tollerato soltanto in apposite aree riservate, tra cui gli spogliatoi femminili, le saune, le piscine aperte e le spiagge dove tale pratica non è vietata; pertanto il suo uso a livello pubblico è limitato esclusivamente all'abbronzatura. Le spiagge "topless" sono diffuse specialmente in Europa, Nuova Zelanda ed Australia, e si differenziano dalle spiagge per nudisti nelle quali è consentita la nudità integrale. 
In alcune manifestazioni, come i carnevali di Rio de Janeiro e New Orleans, viene consentito alle donne che sfilano con i carri di esibirsi in topless per le strade.